# Triangle de Primavera
El Triangle de Primavera és un asterisme astronòmic format per un triangle imaginari dibuixat a l'esfera celestial, amb el seus vèrtices definits a Arcturus, Spica, i Regulus. Aquest triangle connecta les constel·lacions del Bover, Verge, i Lleó. És visible augmentant en el cel oriental del sud-est de l'hemisferi nord entre març i maig.
George Lovi, de la revista Sky & Telescope, tenia un triangle de primavera una mica diferent, incloent la cua de Lleó, Denebola, en lloc de Regulus. Denebola és més fosc, però el triangle és gairebé equilàter.
Aquestes estrelles formen part d'un asterisme primaveral més gran anomenat Gran Diamant juntament amb Cor Caroli.